# Ib Frederiksen
Ib Christian Frederiksen, född 9 augusti 1927 i Svenstrup, död 12 juni 2018 i Ålborg, var en dansk socialdemokratisk politiker. Han var jordbruksminister 1971–1973 samt fiskeriminister 1973.

## Bakgrund
Ib Frederiksen var son till föreståndaren Thøger Frederiksen (1897–1985) och Theodora Grundtvig Sørensen (1891–1928). Efter 7-årig folkskola fortsatte han på Himmerlands ungdomsskole (1942–1943) och sedan vidare på Rødding folkhögskola (1944–1945) och Borris lantbruksskola (1947–1948). Han blev därefter en självständig lantbrukare 1951 med en egen liten gård, specialiserad på kalkonavel. Verksamheten var lönsam och 1960 köpte han gården Midtbjerggård utanför Mariager, där han fortsatte med kalkonaveln. Kort därefter blev han politiskt engagerad på lokalt plan som ledamot i V. Tørslev-Svenstrups sockenstämma (1962–1966) och som ledamot i Mariagers kommunfullmäktige (1966–1971), varav som borgmästare 1970–1971. Han var även ledamot i Århus amtsråd (1970–1971), vilket var motsvarigheten till Sveriges landsting. Från 1974 var han ordförande i Danmarks största fjäderfäslakteri, DANPO.

## Politisk karriär
Inom Socialdemokratiet var Frederiksen partiordförande i Mariagers valkrets (1964–1970), ledamot i partistyrelsen (från 1965) samt ledamot i partiets verkställande utskott (1969–1971). I samband med att Jens Otto Krag bildade sin tredje regering i oktober 1971 utsågs Frederiksen till jordbruksminister. Att valet föll på Frederiksen, som inte var folketingsledamot, berodde på att han dels hade erfarenhet av jordbruket, dels var positivt inställd till EG som Danmark precis hade anslutit sig till. Han deltog i förhandlingarna i Bryssel om den gemensamma jordbrukspolitiken och fick öknamnet ”Kalkun-Ib” (Kalkon-Ib) för sin ovilja att ta konfrontationer. Han utsattes för skarp kritik av representanter från Venstre och Det Konservative Folkeparti i Folketingets marknadsutskott (dagens europautskott). Under sitt sista år som minister övertog han fiskeridepartementet från Christian Thomsen. 
Efter att den socialdemokratiska regeringen avgått i december 1973 lämnade Frederiksen rikspolitiken för gott. Han fortsatte istället sin politiska karriär på lokal och regional nivå och blev återvald till Århus amtsråd 1974. 1981–1998 var han landshövding (amtsborgmester) i Århus amt och därefter återigen ledamot i Mariagers kommunfullmäktige (1998–2006). Han var dessutom ledamot i Socialdemokratiets partistyrelse och verkställande utskott 1994–1998. Som landshövding var han drivande bakom upprättandet av specialsjukhuset Skejby sygehus utanför Århus.